# ジェローム・ティルマン
ジェローム・ティルマン（Jerome Tillman, 1987年4月25日 - ）は、アメリカ合衆国出身のバスケットボール選手である。ポジションはセンター・パワーフォワード。身長201cm、体重108kg。

## 来歴
オハイオ大学に入学し、1年次には先発5試合を含む21試合に出場し、カンファレンスのフレッシュマンオールチームに選ばれた。2年次にはカンファレンス7位の平均14.6得点、カンファレンス4位の平均8.2リバウンドをあげて、カンファレンスファーストチームに選ばれた。3年次には平均13.3得点、7.6リバウンドと成績をやや落とした。大学4年間でそれぞれ歴代8位の1635得点、860リバウンドをあげた。
その後、フランス、ドイツ、スペイン、イスラエルを経て、2013年に来日し、レバンガ北海道に入団した。
2014-2015シーズンより副キャプテンを務める。2015年4月から5月にかけてのNBLイースタンの月間MVPに選ばれた。2015年5月、レバンガ北海道との2015-16シーズンの契約を結び、シーズン終了後、契約満了により退団した。
Bリーグ初年度になった2016-17シーズン、名古屋ダイヤモンドドルフィンズに移籍し、2年間在籍した。
2018-19シーズン途中、B2の仙台89ERSに加入。40試合出場ながらチームトップの平均22点を記録し、東地区2位に貢献し、翌年も残留した。
2023年11月。秋田ノーザンハピネッツに加入。

## 経歴
- シャロン・シュル・ソーヌ（フランス） - ミッテルドイツ・ワイゼン（ドイツ） - アウトカッド・フォード・ブルグス（スペイン） - ハポエル・エイライト（イスラエル） - レバンガ北海道 - 名古屋ダイヤモンドドルフィンズ - 仙台89ERS - ファイティングイーグルス名古屋 - 京都ハンナリーズ - トライフープ岡山 - 秋田ノーザンハピネッツ

## 記録
| シーズン    | チーム | GP | GS | MPG  | FG%  | 3P%  | FT%  | RPG | APG | SPG | BPG | TO  | PPG  |
| ----------- | ------ | -- | -- | ---- | ---- | ---- | ---- | --- | --- | --- | --- | --- | ---- |
| NBL 2013-14 | 北海道 | 54 | 54 | 19.6 | .538 | .402 | .767 | 8.9 | 1.5 | 1.2 | 0.7 | 1.7 | 19.6 |
| NBL 2014-15 | 北海道 | 54 | 54 | 35.5 | .524 | .306 | .729 | 9.8 | 1.8 | 2.0 | 0.9 | 2.0 | 22.8 |
| NBL 2015-16 | 北海道 | 55 | 55 | 35.3 | .502 | .354 | .736 | 9.7 | 1.2 | 1.5 | 0.6 | 1.9 | 23.5 |
| B1 2016-17  | 名古屋 | 56 | 17 | 26.9 | .451 | .373 | .780 | 7.3 | 0.8 | 1.0 | 0.3 | 1.3 | 16.2 |